# Louis Germain (peintre)
Pour les articles homonymes, voir Louis Germain et Germain.
Louis Félix Joseph Germain (né le 21 mars 1897 à Aiguebelle et mort le 21 juin 1952 à La Celle-Saint-Cloud) est un peintre français surtout connu pour sa peinture de montagne, membre de la Société des peintres de montagne.

## Biographie
Né en Savoie, il est fils d'Antoine et de Marie Élise Brun, couple d'instituteurs, et petit-fils de Louis Germain et de Claudine Françoise Guillon, cultivateurs à Cessens. Il passe son enfance en Haute Tarentaise, puis à Chambéry. Il suit les cours de l'École normale d'instituteurs de Savoie à Albertville et prend son premier poste à Cessens, village d'où est originaire la famille de son père. Il monte à Paris pour préparer le professorat de dessin et fréquente l'École du Louvre. Il enseigne ensuite comme professeur de dessin, d'abord à Chambéry, puis à Rouen, et finalement au lycée Charlemagne à Paris. Il retourne régulièrement dans ses montagnes où il peut exercer ses qualités de montagnard et d'alpiniste tout en se consacrant à sa peinture. Il meurt à Paris en 1952,.

## Carrière artistique
À Chambéry, Louis Germain approche et devient l'ami de plusieurs peintres de montagne, Francis Cariffa, Joseph-Victor Communal, et Lucien Poignant avec lequel il va peindre dans les massifs environnants.
Il devient membre de la SPM en 1927 et y entre au comité directeur de 1948 à 1952.
Il a exposé à Chambéry (galerie Saint-Louis), Grenoble et Lyon (galerie Malaval, 1928, galerie Henri Pouillé, 1929) et également à Paris où il participe à l'Exposition Internationale de Paris en 1937.

## Œuvres
Il a surtout peint la montagne sous tous ses aspects : massifs et sommets du Dauphiné et de l'Oisans, paysages, lacs de montagne et scènes paysannes. Son tableau, Nuit claire aux Sept Laux a été reproduit dans la revue La Montagne (N° de juillet-août 1931).
Il a également peint la mer lors de son séjour à Rouen.